# 動量指標
動量指標（英語：Momentum，簡稱MTM），是一種測量漲跌速率的技術指標，也稱為動能。出現於蓋特雷（H. M. Gartley）1935年的著作《股票市場的獲利》（Porfits in the Stock Market）。
MTM的計算是利用「恆速原則」來判斷漲跌速率的高低；「恆速原則」是指漲勢中的每一段時漲幅相等，跌勢中的每一段時間跌幅也應一致。
在分析運用上，除MTM本身，也輔以MTM的移動平均線，一般採10日MTM以及該資料的10日移動平均線（有時也用20日移動平均線或25日移動平均線）。

台股加權指數技術線圖：
圖中呈現MTM兩種表現方式（線形和長條形），採10日MTM和MTM的25日移動平均線，最下方為MACD。

## 計算公式
{\displaystyle MTM=C_{t}-C_{t-n}}
【註】
1. {\displaystyle MTM}：Momentum，即動量指標；
2. {\displaystyle C_{t}}：今日收盤價；
3. {\displaystyle C_{t-n}}：n日前收盤價（一般以10日為週期）；
4. 判讀時以0（零）為中間值。

## 振盪指標
振盪指標（英語：Oscillator，OSC），是動量指標的另一種表現方式，以振盪量的百分比來表示。也稱為變動率（英語：Rate of Change，ROC）。

## 應用
MTM簡易判讀方式：
1. 0（零）值為中軸線（X軸）；
2. MTM值上升，且MTM的10日移動平均值由負轉正時，為買進訊號。
3. MTM值下降，且MTM的10日移動平均值由正轉負時，為賣出訊號。

## 参見
- 技術分析
- 移動平均（MA）
- 振盪指標（OSC / ROC）